# Montezumina oaxaca
Montezumina oaxaca är en insektsart som beskrevs av Nickle 1984. Montezumina oaxaca ingår i släktet Montezumina och familjen vårtbitare. Inga underarter finns listade i Catalogue of Life.